# Federico Ortiz Quesada
Federico Ortiz Quesada (nacido en la ciudad de México en el año de 1935) es egresado de la Escuela Nacional de Medicina; realizó su posgrado en Urología en el Hospital General de la Ciudad de México, y en la Universidad Cornell en Nueva York. Fue Jefe del Servicio de urología del Centro Médico Nacional, coordinador de asesores de la Subdirección General de Control del Instituto Mexicano del Seguro Social, IMSS. Es miembro del Comité de exprofesores del Hospital de Especialidades del Centro Médico Siglo XXI. El quirófano de trasplantes de este último nosocomio lleva su nombre.
Fue pionero en la práctica de los trasplantes de órganos, por lo que se le considera el fundador de la Urología Moderna. Pertenece a la mayoría de las sociedades médicas de su especialidad, tanto nacionales como internacionales. Fue Director General de Medicina y Seguridad en el Congreso del Trabajo, Secretaría del Trabajo y Previsión Social (México); consejero técnico del Gobierno Mexicano para la Organización Internacional del Trabajo en Ginebra, Suiza; delegado de México ante la Organización Mundial de la Salud y la Organización Panamericana de la Salud; coordinador de asesores del Secretario de Salud; Director General de Asuntos Especiales de la Secretaría de Salud, y Secretario Ejecutivo de la Comisión de Salud Fronteriza México-Estados Unidos.
Es miembro de la Sociedad General de Escritores de México y del Pen Club; Profesor Emérito de la Facultad de Medicina, y Filosofía y Letras de la UNAM. Desde enero de 1998 es profesor adjunto de la Universidad George Washington, en Washington D. C.; catedrático de la Universidad Westhill y Director del Instituto Internacional de Bioética Westhill; director, investigador y conductor de programas La Medicina en el Mundo Moderno en el Instituto Mexicano de la Radio, y La Medicina y el Hombre con el Dr. Federico Ortiz Quesada en W Radio y Canal 108 de Sky.
En la actualidad es editor de la revista Science Press en Londres, y conferencista de Latin American Speakers. Recibió el premio a la excelencia Médica otorgado por el Gobierno de la República Mexicana en octubre de 2000. Obtuvo el Premio Nacional en la Categoría de Educación dado por la Asociación de Locutores de México en el 2002. Recibió el reconocimiento a su labor como pionero en la práctica de trasplantes de órganos por parte del Gobierno de la República en 2003.

## Publicaciones
El Dr. Federico Ortiz Quesada ha publicado más de mil artículos científicos, periodísticos y culturales, entre ellos se destacan:
- Fascículos de Urología, 1970.
- Adenocarcinoma de Riñón en el Adulto, 1973.
- Salud en la Pobreza, 1982.
- Vida y Muerte del Mexicano, 1982.
- La Enfermedad y el Hombre, 1985.
- Acto de Morir, 1987.
- El adivinador de lo cierto, 1988.
- La Medicina está Enferma, 1991.
- Ciencia Médica y Derechos Humanos, 1993.
- Terror y Antihumanismo en Auschwitz, 1994
- Manos de Dioses, 1995.
- Memoria de la Muerte, 1996.
- Amoricida, 1996.
- El Trabajo del Médico, 1997.
- Cartas a una Joven Doctora, 1998.
- Anatomía del Amor, 2001.
- Su Majestad... La Próstata, 2002.
- Los Viajes de Cordelia, 2002.